# Galerie Hebecker

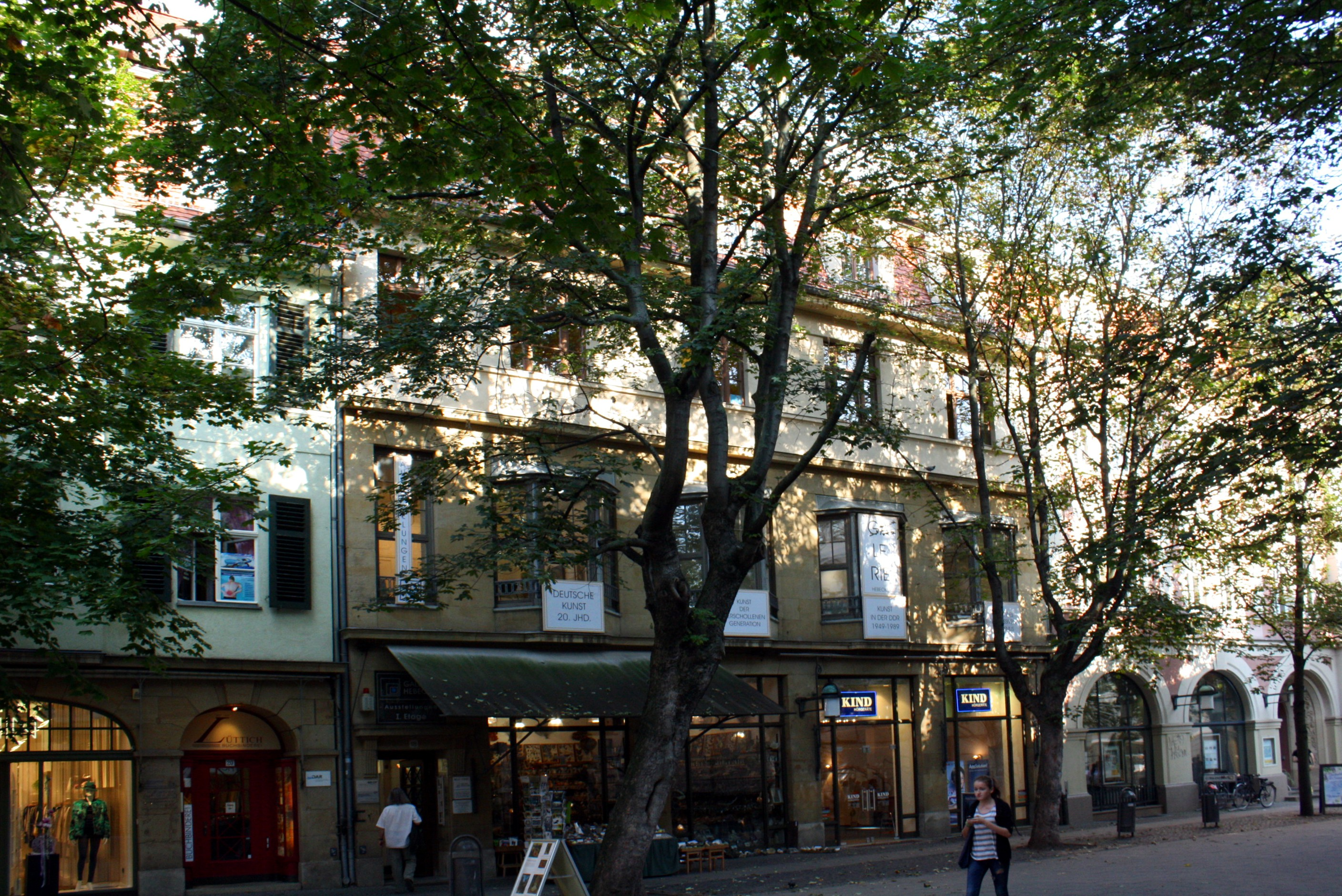
Schillerstraße 18

Die Galerie Hebecker im 1. Stock der Schillerstraße 18 ist eine Kunstgalerie in Weimar.

## Geschichte
Das Haus befindet sich an der Stelle des von Anton Georg Hauptmann errichteten Redoutenhauses. Das einstige Café Sperling hieß zu DDR-Zeiten Cafe Esplanade. Laut Willhelm Bode soll Friedrich Schiller hier 1787 seinen ersten Wohnsitz in Weimar gehabt haben. Diesen hatte Schiller jedoch nachweislich in der Frauentorstraße.
1914 wurde das alte Redoutenhaus komplett abgerissen und durch einen Neubau ersetzt.

## Galerie
Ihren Namen hat die Galerie von den Betreibern, den Geschwistern Susanne und Klaus Hebecker.
Zu den Künstlern, die in der Galerie ausstellten, zählen neben dem Bildhauer Fritz Cremer u. a. Gerhard Kettner, Hans Winkler, Hans Christoph, Hans Breker, Bruno Voigt, Rudolf Graf, Karl Ortelt, Fridolin Frenzel, Wolfgang Barton und Kurt Marholz bzw. Fritz Kuhr.
Schwerpunktmäßig wird Kunst des 20. Jahrhunderts ausgestellt. Darunter sind Künstler, deren Kunst im Nationalsozialismus als entartet verfemt wurde, die in der DDR-Zeit in der Formalismusdebatte einen schweren Stand hatten, und Künstler, die sich dem expressiven Realismus verschrieben hatten.
2020 erfolgte die Fusion mit der Galerie Hebecker in Erfurt.
Die Galerie Hebecker ist zudem ein Verlag, der Publikationen zu moderner Kunst herausgibt.